# 山本紗衣
山本 紗衣（やまもと さえ、1987年10月5日 - ）は日本で活動するミュージカル俳優である。東京都北区出身。劇団四季所属。

## 来歴
光塩女子学院初等科1年の時から東京少年少女合唱隊で活動し、ミラノ・スカラ座公演などに児童合唱として参加する。小学校低学年の頃にキャッツを観劇したことをきっかけに四季を意識した。中学と高校は光塩女子学院中等科・高等科で学び、高校2年時に同合唱隊を脱隊する。高校卒業後一浪して国立音楽大学音楽学部演奏学科に入学した。年齢は一歳下だが吉田絢香は大学の同級生である。大学3年の秋に四季のオーディションに合格して2010年に劇団四季研究所へ入所した。大学は中退せずに4年時は劇団四季研究所と並行して通学し、大学卒業している。
2011年3月6日に京都劇場で開幕したオペラ座の怪人京都公演のアンサンブル4枠役で初舞台出演を果たし、その後はジーザス・クライスト・スーパースターのマグダラのマリアやウェストサイド物語のマリアなど重要な役柄を演じている。
2019年にはだかの王様の王女サテン役でファミリーミュージカルに初出演。

## 主な出演作品
- オペラ座の怪人（2011年アンサンブル4枠、5枠、2013年6枠、2014年 2017年 2020年 2022年クリスティーヌ）
- 間奏曲（2012年アンサンブル）
- リトルマーメイド（2013年アンサンブル・アデッラ）
- ジーザス・クライスト・スーパースターエルサレム・バージョン（2015年アンサンブル、マグダラのマリア）
- ウェストサイド物語（2012年ソプラノ・ソロ、2016年マリア）
- 劇団四季FESTIVAL!扉の向こうへ（2015年シンガー）
- 恋に落ちたシェイクスピア （2018年ヴァイオラ・ド・レセップス）
- はだかの王様 （2019年王女サテン）
- 思い出を売る男（2019年恋人ジェニイ）
- ウィキッド（2024年グリンダ）